# Дом Макдональда
Дом МакДональда (кит. упр. 麦唐纳大厦) — историческое здание в Сингапуре, расположенное на Орчард-роуд в районе Мьюзиум в Центральном районе Сингапура. Первоначально построенный для банка, он продолжает функционировать как банковское помещение. Дом МакДональда стал широко известен как место теракта в 1965 году во время Индонезийско-малайзийской конфронтации.

## История
Дом МакДональда, расположенный на близкой дистанции от Истаны, является последним оставшимся офисным зданием в центральном районе, построенным с облицовочным кирпичом. Дом был построен в 1949 году по проекту Режиналя Эйра из архитектурной фирмы «Palmer and Turner». Будучи одним из первых многоэтажных домов на Орчард-роуд, Дом МакДональда разместил у себя преимущественно британские, американские и австралийские компании. До начала 2000-х годов, когда здание было освобождено, первые его несколько этажей занимал банк HSBC.
Инцидент, известный как подрыв дома МакДональда, случился 10 марта 1965 года, когда двое индонезийцев заложили бомбу на цокольном этаже, в результате взрыва погибло 2 и было ранено 33 человека. Это был один из ряда терактов в Сингапуре во время Индонезийско-малайзийской конфронтации в поддержку президента Индонезии Сукарно, противостоящего объединению Сингапура, Малайи, Сабаха и Саравака в Федерацию Малайзия. Во время теракта в доме МакДональда также размещались Высшее уполномоченное представительство Австралии в Сингапуре и Генеральное консульство Японии.
После многих лет, когда здание оставалось фактически незанятым, оно было выставлено на тендерную продажу 5 апреля 2002 года, с чистой арендуемой площадью около 7300 м². В то время, когда продолжались ещё торги, дом МакДональда был включён в число памятников национального значения 10 февраля 2003 года, его внешний фасад попал под охрану государства. Победитель торгов, компания «Tinifia Investment» заплатила S$36 миллионов за безусловное право собственности на дом МакДональда в 2003 года, и закрыла его на полный ремонт его внутренних помещений, обошедшегося в S$12 миллионов, ремонт включил в себя обновление потолков, полов, фойе и лифтов, а также организацию удобной автостоянки с механизированной системой, рассчитанной на 30 автомобилей.
Дом МакДональда был вновь открыт в апреле 2005 года с полной занятостью всего пространства здания. Компания «Mccann Worldgroup» заняла с 5-го по 8-й этаж, салон красоты и спа «Expressions International» — 2 верхних этажа. Главное отделение на Орчард-роуд банка «Citibank Singapore» открылось 23 июня 2005 года, заняв площадь в 3 400 м² на четырёх нижних этажах.

## Архитектура
Архитектурная компания «Palmer and Turner» появилась в Джохор-Бару в 1939 году, а затем и в Сингапуре в 1940 году, прибыв сюда из Шанхая минуя Гонконг. Она была основана полковником П.O.Г. Уэйкхэмом в Сингапуре вскоре после Второй мировой войны.
Дом МакДональда — одно из первых зданий компании «Palmer and Turner» в Сингапуре, и было возведено для финансовой группы The Hongkong and Shanghai Banking Corporation. Он стал первым большим офисным зданием в послевоенный период.
Дом МакДональда построен в нео-георгианском стиле. Он представляет собой железобетонные каркасные конструкции, покрытые светло-красной кирпичной кладкой, являясь последним таким крупным строением в центре Сингапура. Дом МакДональда стал первым полностью оборудованным системой кондиционирования на полуострове Малакка.